# Samsung Knox
Samsung Knox — решение мобильной безопасности, предварительно установленное на большинстве смартфонов, планшетов и носителей Samsung. Используется для управления мобильными устройствами и для реализации зашифрованного безопасного пространства на устройстве для защиты личной и корпоративной информации от попыток несанкционированного доступа.

## Обслуживание
Samsung Knox предоставляет функции безопасности, которые позволяют личным и корпоративным данным сосуществовать на одном телефоне. Пользователь нажимает значок, который переключает пространство телефона с личного на рабочий, без задержки или перезагрузки. Производитель заявил, что эта функция полностью совместима с ОС Android и программным обеспечением Google и обеспечит полное разделение рабочих и личных данных на мобильных устройствах и «устранит все основные проблемы безопасности в Android'е».
Услуга «KNOX» является частью предложений компании «Samsung для предприятий» (SAFE) для смартфонов и планшетов. Первым конкурентом Samsung Knox является Blackberry Balance, услуга, которая также разделяет личные и рабочие данные. Название, «Samsung Knox», происходит от американской военной базы Форт-Нокс.
В октябре 2014 года Агентство национальной безопасности США (АНБ) утвердило устройства семейства Samsung Galaxy в рамках программы быстрого развёртывания коммерчески доступных технологий. В утверждённые продукты включены Galaxy S4, Galaxy S5, Galaxy S6, Galaxy S7, Galaxy Note 3 и Galaxy Note 10.1 2014.
В июне 2017 года Samsung прекратила использование программного обеспечения «My Knox» и настоятельно рекомендовала пользователям перейти на альтернативный продукт — «Secure Folder» (рус. «Защищённая папка»).

### Безопасность
В октябре 2014 года исследователь безопасности обнаружил, что Samsung Knox хранит PIN-код в текстовом виде вместо хешированного.
В мае 2016 года израильские исследователи Ури Канонов (англ. Uri Kanonov) и Авишаи Вул (англ. Avishai Wool) обнаружили три ключевые уязвимости, существующие в определённых версиях Knox.

### Счётчик KNOX
В устройствах Samsung KNOX использует электронный предохранитель (в простонародье — счётчик KNOX), указывающий, были ли в системе произведены какие-либо несанкционированные изменения. Таким образом, после перепрошивки загрузчика, ядра или Recovery на пользовательское, а также при получении на устройстве root-прав будет активирован электронный предохранитель. После его активации пользователь больше не сможет оплачивать покупки через сервис мобильных платежей Samsung Pay, а устройство не сможет создавать безопасное пространство KNOX или получать доступ к данным, ранее сохранённым в нём. Эта информация может использоваться компанией Samsung для отказа в гарантийном обслуживании устройства, на котором были произведены нестандартные изменения. На некоторых устройствах можно сбросить счётчик KNOX, применив к телефону заводскую прошивку.

### Android Enterprise
5 марта 2018 года было объявлено, что в Android Oreo на устройствах Samsung третья версия Samsung Knox и Android Enterprise были объединены в единое решение.